# 八月桂花遍地开
《八月桂花遍地开》，中國革命歌曲，于1930年代产生于大别山区鄂豫皖革命根据地，为一首庆祝苏维埃政权成立的颂歌。

## 历史
该歌曲的历史曾存在争议，曾被认为是发源地的地区包括江西、四川、安徽、河南、湖北等地，现在一般认为产生于大别山区，但具体地区尚未确定。
1929年5月，鄂豫皖苏区的多个地区相继建立苏维埃政权，当地群众为表达庆贺而将当地民歌《八段锦》重新填词，得到该曲。填词者存在争议，有信阳商城县王霁初和安徽金寨县罗银青两种说法。
1959年，作曲家李焕之与词作家霍希扬把这首民歌改编成多声部的合唱曲。
1961年，空政文工团在《革命历史歌曲演唱》节目中首次公演了这首曲目。
1964年，李焕之又改编了一版女声齐唱、合唱曲，并用于当年的大型音乐舞蹈史诗《东方红》，位于第二场《星火燎原》，使其红遍全国。